# Production à la demande
 (juillet 2018).
Si vous disposez d'ouvrages ou d'articles de référence ou si vous connaissez des sites web de qualité traitant du thème abordé ici, merci de compléter l'article en donnant les références utiles à sa vérifiabilité et en les liant à la section « Notes et références ».

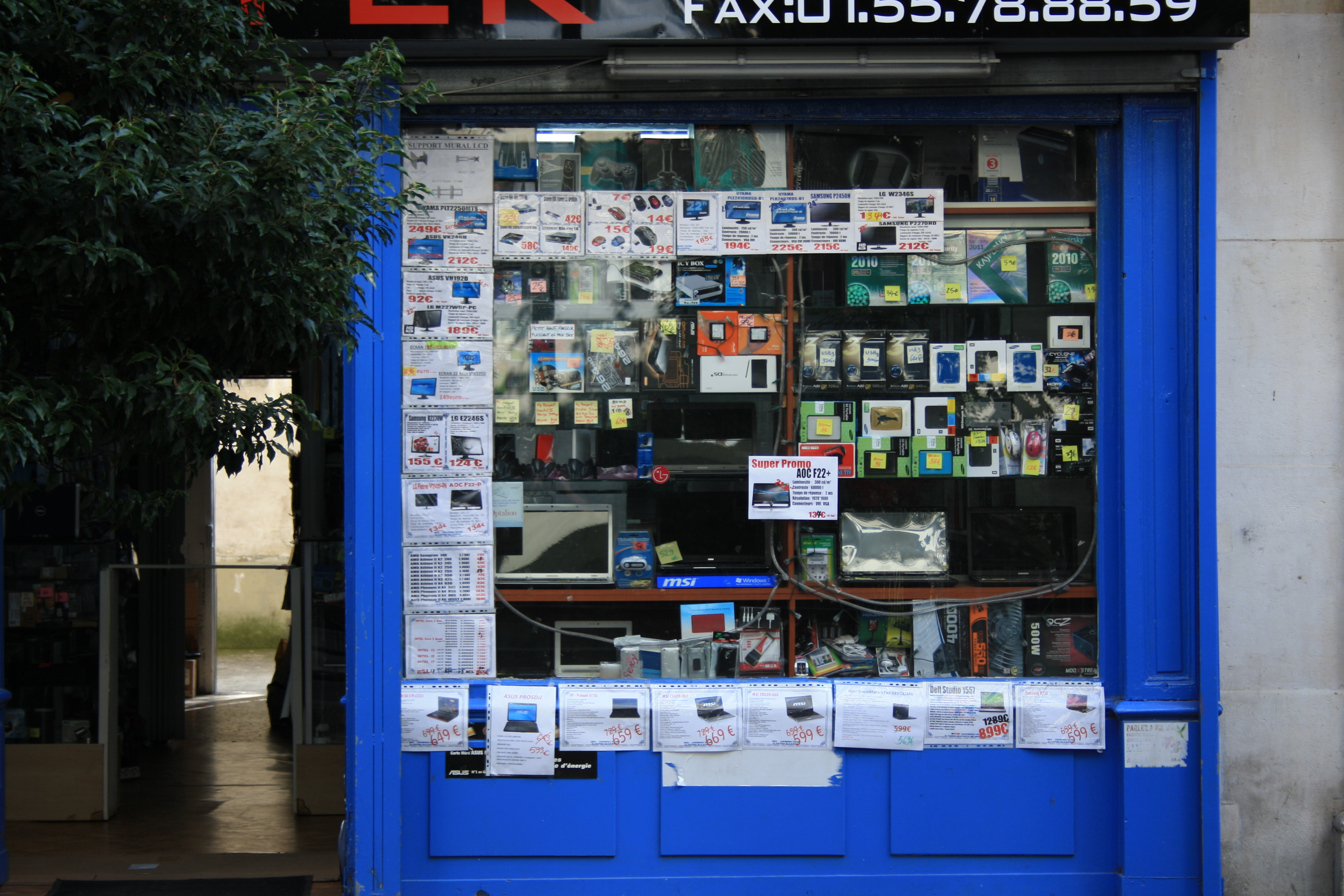
Magasin d'informatique à Paris (2010). Les configurations annoncées sont personnalisables puis assemblées sur commande par un assembleur d'ordinateur.

En anglais Make To Order (MTO) ou Build To Order (BTO), la production à la demande est un modèle économique où la production est uniquement réalisée lorsqu’une commande est confirmée. Cette approche est utilisée pour des produits très coûteux à stocker ou pour des volumes faibles à produire.

## Généralités
Cette approche est considérée comme idéale pour les produits hautement configurés, tels que les automobiles, les bicyclettes, les serveurs informatiques, ou pour les produits dont la détention de stocks est très coûteuse, tels que les avions ou les vêtements. De manière générale, l'approche BTO est devenue plus populaire ces dernières années, depuis que des entreprises de haute technologie telles que Dell, BMW, Compaq et Gateway ont mis en œuvre avec succès ce système dans leurs opérations commerciales,.

## Applications industrielles

### Industrie automobile
Dans l'industrie automobile, le BTO est une méthode de production où les véhicules sont fabriqués uniquement après la validation d’une commande par un client.
Le BTO s’oppose au production sur stock, où les véhicules sont produits en fonction des prévisions de demande et stockés jusqu'à leur vente. Si cette méthode permet une réponse rapide à la demande, elle engendre des coûts élevés en termes de stockage et de transport des produits finis,.
Cependant, le BTO ne signifie pas que tous les fournisseurs doivent attendre une commande pour produire. Les pièces de faible valeur et à fort volume sont toujours produites en Build to stock.

### Industrie textile
La production à la demande est de plus en plus adoptée dans l'industrie textile.
Dans cette méthode, les vêtements sont souvent personnalisés pour répondre aux préférences spécifiques des consommateurs, que ce soit en termes de taille, de couleur ou de style. Cela permet aux entreprises de réduire les coûts liés au stockage et de minimiser les risques d'obsolescence des produits. De plus, la production à la demande offre une flexibilité accrue pour ajuster rapidement la production en fonction des changements de la demande du marché et des préférences des consommateurs. Cette méthode de production est également plus écologique car elle limite la production et la destruction d'invendus.
Plusieurs grands groupes du secteur utilisent de plus en plus la production à la demande comme Adidas, Nike ou Shein.

## Avantages et inconvénients
L'approche BTO présente plusieurs avantages significatifs : elle permet de répondre précisément aux spécifications des clients, réduisant ainsi les remises sur les ventes et les stocks de produits finis tout en minimisant le risque d'obsolescence. Elle améliore la flexibilité et les délais de livraison pour s'adapter aux fluctuations de la demande, tout en renforçant le flux de trésorerie des entreprises. Cependant, elle expose les fabricants aux fluctuations du marché, pouvant entraîner une sous-utilisation des capacités de production. Une gestion de la demande est nécessaire pour équilibrer efficacement les niveaux de stock en fonction des exigences du marché et maintenir la stabilité opérationnelle.